# Deodato 2
Deodato 2 — студийный альбом бразильского музыканта Эумира Деодато, изданный 18 июля 1973 года. В записи альбома принимали участие гитарист-сессионщик Джон Тропиа, работавший над 4 композициями пластинки и басист-виртуоз Стэнли Кларк, участвовавший в создании «Skyscrapers». Песня «Rhapsody in Blue», исполненная Эумиром Деодато, использовалась в рекламе автомобилей Pontiac в начале 70-х годов.
Треки «Latin Flute» «Super Strut» были включены в саундтрек к игре Grand Theft Auto: Vice City в 2002 году.

## Список композиций
| №  | Название                     | Автор                       | Длительность |
| -- | ---------------------------- | --------------------------- | ------------ |
| 1. | «Super Strut»                | Эумир Деодато               | 8:58         |
| 2. | «Rhapsody in Blue»           | Джордж Гершвин              | 8:48         |
| 3. | «Nights in White Satin»      | Джастин Хейворд             | 6:01         |
| 4. | «Pavane for a Dead Princess» | Морис Равель                | 4:08         |
| 5. | «Skyscrapers»                | Эумир Деодато               | 6:40         |
| 6. | «Latin Flute»                | Эумир Деодато               | 4:49         |
| 7. | «Venus»                      | Эумир Деодато               | 3:32         |
| 8. | «Do It Again»                | Уолтер Бекер, Дональд Фэган | 5:31         |

## Чарты

### Альбом
| Чарт (1973) | Позиция |
| ----------- | ------- |
| Jazz Albums | 1       |

### Синглы
| 1973 | «Rhapsody in Blue» | 41 | 10 |

## Участники записи
- Эумир Деодато — клавишные, композитор, дирижёр
- Стэнли Кларк, Джон Джиулино — бас-гитара
- Джон Тропиа — гитара, флюгельгорн, труба
- Крид Тэйлор — продюсер
- Уэйн Андре — тромбон
- Гилмор Дигэп — конга, перкуссия
- Джо Темперли — баритон-саксофон
- Дэвид Надьен, Ирвинг Спайс, Эллиот Розофф, Джин Орлофф, Джозеф Малин, Эмануэль Грин, Пол Гершман, Макс Эллен — скрипка
- Чарльз Маккракен, Джордж Рикки, Алан Шульман — виолончель
- Билли Кобэм, Рик Маротта — ударные
- Бэрт Коллинз, Джон Фэддис — флюгельгорн, труба
- Джерри Доджион, Джордж Марж, Хьюберт Лоус — флейта
- Руди Уан Гельдер — звукорежиссёр
- Дарси Проупер — мастеринг